# Aglaia basiphylla
Aglaia basiphylla är en tvåhjärtbladig växtart som beskrevs av Asa Gray. Aglaia basiphylla ingår i släktet Aglaia och familjen Meliaceae. Inga underarter finns listade i Catalogue of Life.